# Топонимия Узбекистана
Топонимия Узбекистана — совокупность географических названий, включающая наименования природных и культурных объектов на территории Узбекистана. Структура и состав топонимии страны обусловлены её географическим положением и богатой историей.

## Название страны
В 1924 году при проведении национально-территориального размежевания в СССР были расформированы Хорезмская Социалистическая Советская Республика, Бухарская Социалистическая Советская Республика и на их территории, а также части территории бывшей Туркестанской АССР, входившей в состав РСФСР, были образованы две новые союзные республики — Узбекская ССР и Туркменская ССР.
Название республики Узбекистан образовано путём сочетания этнонима «узбеки» и ираноязычного форманта -стан — «страна». Происхождение этнонима «узбеки» до настоящего времени остаётся предметом дискуссий. Так, личное имя «Узбек» встречается ещё в арабских источниках XII века, например, Усама-ибн-Мункыза в «Книге назидания» отмечает, что одним из предводителей войск правителя Хамадана Бурсука в 1115—1116 годах был «эмир войск» Узбек — правитель Мосула. По мнению Г. В. Вернадского, термин «узбеки» использовался как самоназвание объединившихся «свободных людей», различного рода занятий, языка, веры и происхождения. В работе «Монголы и Русь» Вернадский отмечал: «согласно Полю Пелио, имя Узбек (Özbäg) значит „хозяин себя“ (maître de sa personne), то есть „свободный человек“. Узбек в качестве названия нации значило бы тогда „нация свободных людей“». П. С. Савельев, писавший о бухарских узбеках в 1830-х годах, отмечал, что название «узбек» значит «сам себе господин». По оценке В. А. Никонова, не исключена связь этнонима с древним гидронимом Яксарт (ныне — Сырдарья).
После распада СССР в 1991 году Верховный Совет Узбекистана принял постановление «О провозглашении государственной независимости Республики Узбекистан», а также Закон «Об основах государственной независимости Республики Узбекистан». 30 сентября 1991 года Узбекская ССР была переименована в «Республику Узбекистан» (узб. Oʻzbekiston Respublikasi / Ўзбекистон Республикаси), в конституции страны, принятой в 1992 году, зафиксировано, что названия «Узбекистан» и «Республика Узбекистан» равнозначны.

## Формирование и состав топонимии
На территории Узбекистана в силу её географического положения соприкасаются ареалы тюркских и иранских языков, поэтому для её топонимии характерны многие черты топонимии других регионов Средней Азии и Казахстана. По мнению В. А. Жучкевича, на территории страны пересекаются два топонимических ареала: 1)территория, на которой топонимия сформировалась на базе местной сложно дифференцированной географической терминологии и 2)территория с древнейшей топонимией, мало связанной с гидронимией. Для топонимии Средней Азии, в отличие от других регионов мира, в целом характерно, что реки получили свои названия от городов, а не наоборот . На территории Узбекистана находятся очаги многих древнейших культур Средней Азии, многие узбекские города имеют более чем тысячелетнюю историю, что существенно затрудняет установление первоисточников многих топонимов. По оценке Жучкевича, в топонимии Узбекистана можно выделить 4 группы названий, которые, впрочем, не имеют характера настоящих топонимических пластов и не охватывают всего разнообразия топонимии страны:
- древнейшая (смешанного происхождения)
- иранская
- тюркская
- русская[8].

К древнейшей топонимии следует отнести такие топонимы как Самарканд, Бухара, Коканд, Термез, Фергана и др. При этом о многих древнейших топонимах пока невозможно судить с определённостью, позволяющей установить их языковую принадлежность (к их числу относятся, например, Бухара, Самарканд, Амул, Хива и др.).
Тюркское население в Согде в раннем средневековье подтверждается названиями местностей с тюркскими названиями уже с VII—VIII веков.
Значительное количество иранских топонимов сконцентрировано на территории Кашкадарьинской области. В качестве примеров ираноязычной топонимии можно привести Дугаба, Обиканды, Тузаб, Китаб и др. В регионе Ферганы иранские топонимы встречаются вперемежку с тюркскими. Среди тюркских топонимов можно упомянуть Сарыксу, Караултепе, Таштепе, Аккурган, Алтынкуль, Урманбек, Каттакурган, Катта-Кишлак и др. Несмотря на то, что сейчас
в Узбекистане преобладает тюркское население, иранские (в основном таджикские) топонимы продолжают появляться на карте страны и в новейшее время. По оценке Ц.-Д. Номинханова, в топонимии Узбекистана наличествует также определённый монголоязычный пласт: так, в треугольнике Самарканд-Бухара-Карши Номинханов насчитал 136 топонимов монгольского происхождения.
Русскоязычные топонимы составляют самый молодой пласт топонимии Узбекистана. Некоторые названия были даны во времена Российской империи (многие из них были переименованы после 1917 года), значительная часть — в советский период, многие из этих топонимов имели характерные для того времени «идеологические» приметы. Политические изменения привели к тому, что значительная часть русскоязычных топонимов была переименована: Горчаково (ныне — Янги Маргилан), Урсатьевская (ныне — Хаваст), Куропаткино (ныне Лалмикор), Комсомольск (ныне Маликрабат), и др..
По смыслу топонимообразующих основ в топонимии Узбекистана можно выделить в целом те же группы, что и в других странах.
- Топонимы I группы (возникшие в связи с природными условиями местности):Карабаир, Узунбулак, Ташкудук, Актепе, Каракадыр;
- Топонимы II группы (возникшие на основе социально-экономических явлений) — характерно для топонимов Каракалпакстана, возникших на основе этнонимов местных народов: Нукус, Чимбай, Кунград, Ходжейли, Кипчак, Мангит;
- Топонимы III группы (характеризующие индивидуальные особенности объекта): Катта-Кишлак, Алты-Аул, Куль-Кишлак, Янги-Кишлак, Урта-Аул;
- Топонимы IV группы (патронимические топонимы, данные по именам и фамилиям людей): Ходжа-Магомет, Каланджара и т. д.[11].

## Топонимическая политика
Вопросами топонимической политики в Узбекистане занимается созданная в 2012 году республиканская топонимическая служба при Госкомгеодезкадастре. Республиканскую комиссию по вопросам присвоения наименований и переименования географических объектов возглавляет премьер-министр страны.